# 조성문
조성문은 실리콘밸리 팔로 알토에 위치한 데이터 분석 및 시각화 회사인 차트메트릭(Chartmetric, Inc.)의 대표이사이다. 그 전에는 미국 오라클 본사의 프로덕트매니저로 일했다. 실리콘밸리 최대의 한국인 네트워크 ‘베이 에어리어 K 그룹(Bay Area K Group)’의 공동대표를 역임했으며(2012), 지금은 이사회 임원으로 활동하고 있다. 또한 실리콘밸리 진출을 꿈꾸는 창업가들을 위한 인큐베이터 ‘스파크랩스(Sparklabs)’와, 긍정적인 사회적 가치를 추구하는 소셜벤처에 직접 투자하는 디쓰리쥬빌리(D3Jubilee)의 멘토로서 실리콘밸리와 뉴욕 그리고 서울에 있는 다양한 스타트업에 투자했다. 조성문의 실리콘밸리 이야기 블로그 운영자이며 테크니들의 소유자이자 편집장이기도 하다. 2013년 9월에는 실리콘밸리 혁신의 비결을 담은 경제서 스핀 잇 (Spin It)을 출간하였다.
서울대학교 전기공학부에서 컴퓨터과학을 공부했다. 게임빌의 창업멤버로 7년간 모바일게임 개발팀을 이끌다가, 2009년 UCLA 앤더슨 스쿨 MBA 과정을 졸업한 후 실리콘밸리 생활을 시작했다.

## 경력
- 2016~ Chartmetric, Inc. 대표이사 (Chartmetric.com)
- 2009~2015 미국 오라클 프로덕트 매니저
- 2000~2007 게임빌 창업멤버 / 개발실장[8]

## 학력
- 2007~2009 캘리포니아 대학교 로스엔젤레스 경영대학원 MBA
- 1996~2001 서울대학교 전기공학부

## 언론 보도
- 실리콘밸리에 왜 이렇게 돈이 몰리는가?’ 조성문 대표 강연[9]
- 실리콘밸리 이야기꾼, 음악 빅데이터 창업자로 나서다[10]
- [실리콘밸리의 도전자들]⑥ 조성문 차트메트릭 대표 “아이돌그룹 방탄소년단의 미국 성공 비결?...데이터에 답[11]

## 저서
- 《스핀 잇》, 알투스, 2013[12][13][14]

## 방송
- KBS 대한민국 창업 프로젝트 - 실리콘밸리 성공의 DNA를 찾아라, 2014년 4월[15]
- KBS 양영은의 인터뷰 선물 29회, 조성문이 전하는 '실리콘밸리'의 비결, 2013년 10월[16]